# 白鳳渓谷

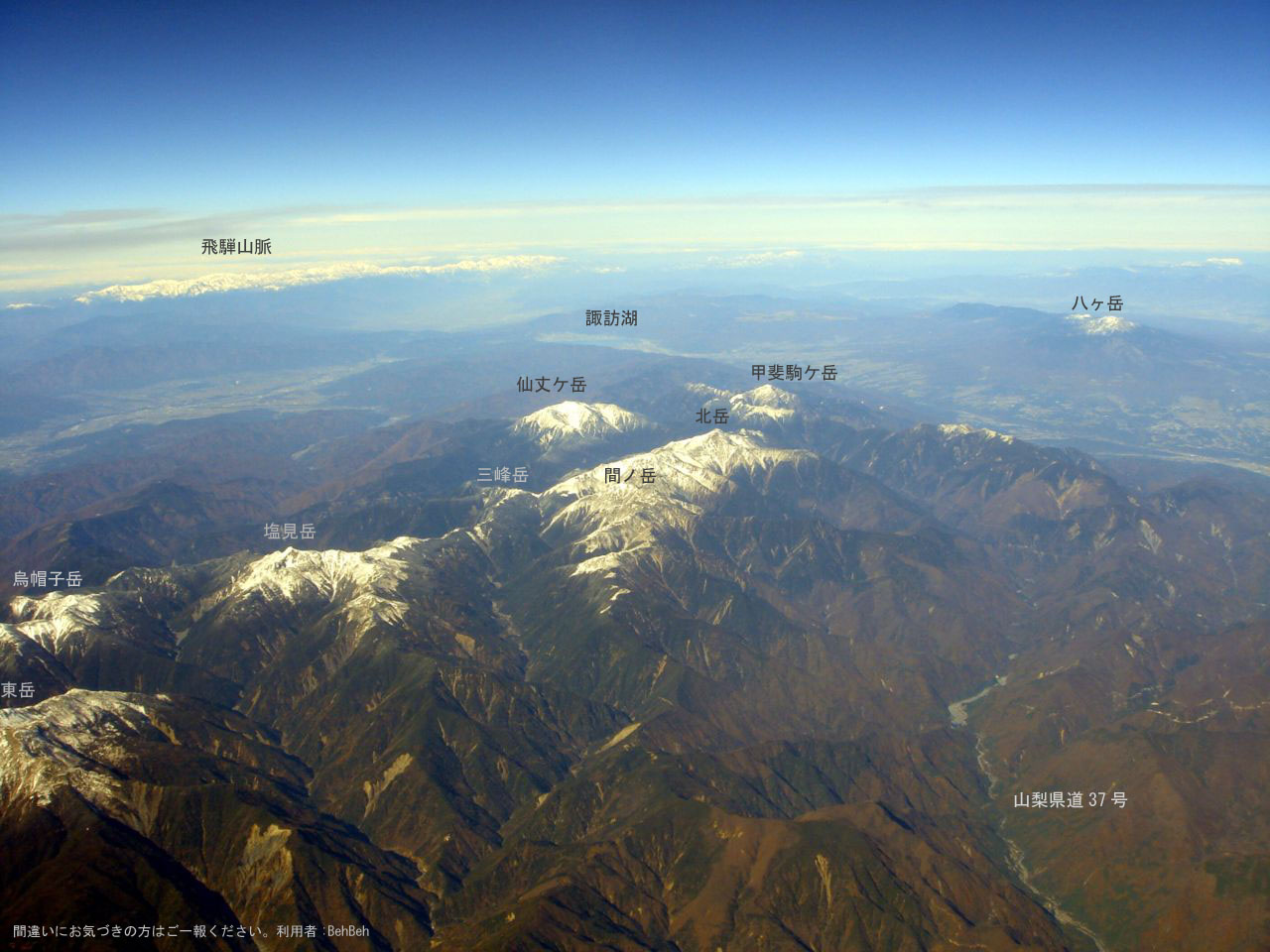
南アルプス上空より。右側の「山梨県道37号」と書かれているところにある谷が白鳳渓谷となる。

白鳳渓谷（はくほうけいこく）は、山梨県南アルプス市の南アルプス国立公園内にある渓谷である。

## 概要
富士川支流早川とその上流域である野呂川にあり、別名野呂川渓谷（のろがわけいこく）と呼ばれている。左岸は南アルプスの花崗岩層、右岸は櫛形山などの古生層や中生層に挟まれており、原生林が多く残っている。
白鳳渓谷の範囲は北岳と伊那荒倉岳との間にある谷（野呂川源流域）からはじまり、北沢峠方面からの支流と合流、鷲ノ住山（標高1534m）のところで西農鳥岳源流の荒川と合流し早川と名前を変え、そのままさらに南進し奈良田湖の北あたりまでとなる。白鳳渓谷にはいくつもの沢があり、また鷲ノ住山から南の早川流域には「桂ノ滝」「カッパ滝」「仙谷滝」「こごみ滝」「神楽滝」といった滝エリアがある。秋になると紅葉で周辺は赤く染まり、ハイキングコースになる。

### 広河原

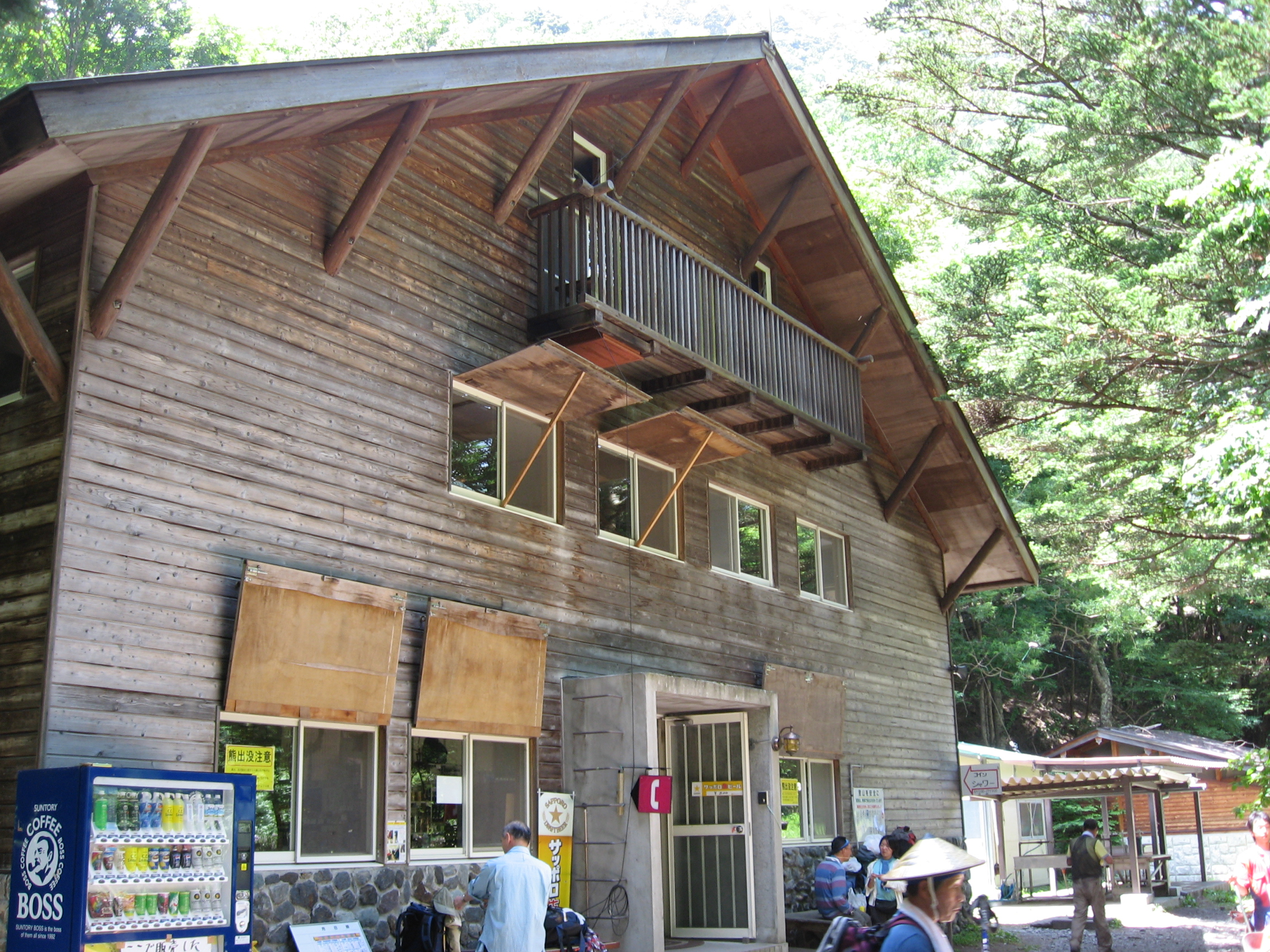
広河原山荘

白鳳渓谷の上流側に広河原（ひろがわら）があり、ここから北岳などの白峰三山への登山道が通っている。北沢峠への中継点にもなっており、市営の山小屋「広河原山荘」をはじめ周辺はキャンプ指定地となっている。かつては国民宿舎「広河原ロッジ」が存在したが、2004年（平成16年）に閉鎖された。かわりに2010年（平成22年）より案内所と休憩所を兼ね備えた「野呂川広河原インフォメーションセンター」を開設している。

## 交通
野呂川に沿う形で山梨県道37号南アルプス公園線が通っているが、白鳳渓谷の区間はマイカー規制がかかっており、一般車両は通ることができない。6月下旬から11月上旬まで（以降「夏季期間」）の間は山梨交通の路線バスが広河原まで走行しており、それを利用することになる。また、タクシーの通行は許可されているほか、時間はかかるが夏季期間の間は徒歩で白鳳渓谷を通ることも可能である。それ以外の期間は冬季期間となり、歩行者を含め通行が不可能となる。
公共交通機関のみで行く場合は身延線身延駅または下部温泉駅から奈良田温泉まで早川町乗合バスが通っており、そこから山梨交通の路線バスに乗り換える形となる。身延方面からマイカーで訪れる場合は奈良田温泉に駐車場があるのでそこで自動車を止め、同様に路線バスに乗り換える。路線バスは広河原以外に滝エリア付近の「第一発電所」と北岳への登山道がある「あるき沢橋」でも乗降が可能である。所要時間は身延駅からバスを乗り継いだ場合広河原まで2時間半を要する。
甲府駅方面からも来ることが可能で、夏季期間は甲府駅バスターミナル6番乗り場より広河原までの直通バスが走っている。また、甲府方面からマイカーで訪れる場合も途中でマイカー規制がかかっており、芦安の市営駐車場に止め、バスに乗り換えという形となる。
途中に夜叉神峠があり、鳳凰山へ登る場合はここで下車することになる。所要時間は甲府駅から2時間弱。この区間も冬季期間は閉鎖となる。
北沢峠へ向かう場合、広河原から「南アルプス市営バス」が走っているのでそれに乗る。